# Eddie Daniels
Eddie Daniels (New York, 19 ottobre 1941) è un musicista e compositore statunitense.
Anche se è meglio conosciuto come musicista jazz di clarinetto, ha suonato anche il sassofono contralto e tenore, così come la musica classica al clarinetto.

## Biografia
Daniels è nato a New York da una famiglia ebrea. La madre era un emigrante rumena. È cresciuto nel Manhattan Beach, quartiere di Brooklyn a New York. Si è interessato al jazz da adolescente quando è stato colpito dai musicisti che accompagnavano i cantanti, come ad esempio Frank Sinatra, su registrazioni. Il primo strumento di Daniels è stato il sassofono, e all'età di 15 anni suonò al Newport Jazz Festival, una competizione giovanile. All'età di 13 iniziò a suonare anche il clarinetto.
Daniels ha girato e registrato con una varietà di gruppi, piccole band e orchestre, ed è apparso in televisione molte volte. Dal 1980, si è concentrato principalmente sul clarinetto. Nel 1989, ha vinto un Grammy Award per aver suonato sull'arrangiamento di sul Roger Kellaway in Memos from Paradise. Ha inoltre suonato con artisti come Freddie Hubbard (1969), Richard Davis, Don Patterson e Bucky Pizzarelli.
Eddie Daniels ha suonato con la Thad Jones/Mel Lewis Orchestra, e più recentemente è stato citato come artista ospite con i Big Phat Band di Gordon Goodwin, nell'album Swingin' For The Fences, il primo album della band. Ha collaborato nell'arrangiamento di Goodwin della sinfonia 40 ° di Mozart in sol minore nell'album XXL, e nell'album di Big Phat Banda The Phat Pack nella canzone Under The Wire.
Nel 2009 lo svizzero compositore e sassofonista Daniel Schnyder ha composto un concerto per clarinetto e orchestra chiamato MATRIX 21 per Eddie Daniels e dedicato a lui. È stato commissionato dalla Orchestre de Chambre de Lausanne (Svizzera) e di Losanna sotto la direzione artistica in anteprima mondiale Christian Zacharias nel gennaio 2010. La prima americana ha avuto luogo presso la Crested Butte Music Festival il 18 luglio 2010, sotto la direzione del direttore musicale Jens Georg Bachmann.

## Discografia

### Come leader
- First Prize! (Prestige, 1966)
- Breaktrough (GRP, 1985) con Philharmonia Orchestra
- Memos From Paradise (GRP,1988)
- Blackwood (GRP, 1989)
- "Nepenthe" con John Patitucci, Chuck Loeb and Dave Weckl (GRP, 1990)Eddie Daniels suona anche il sassofono.

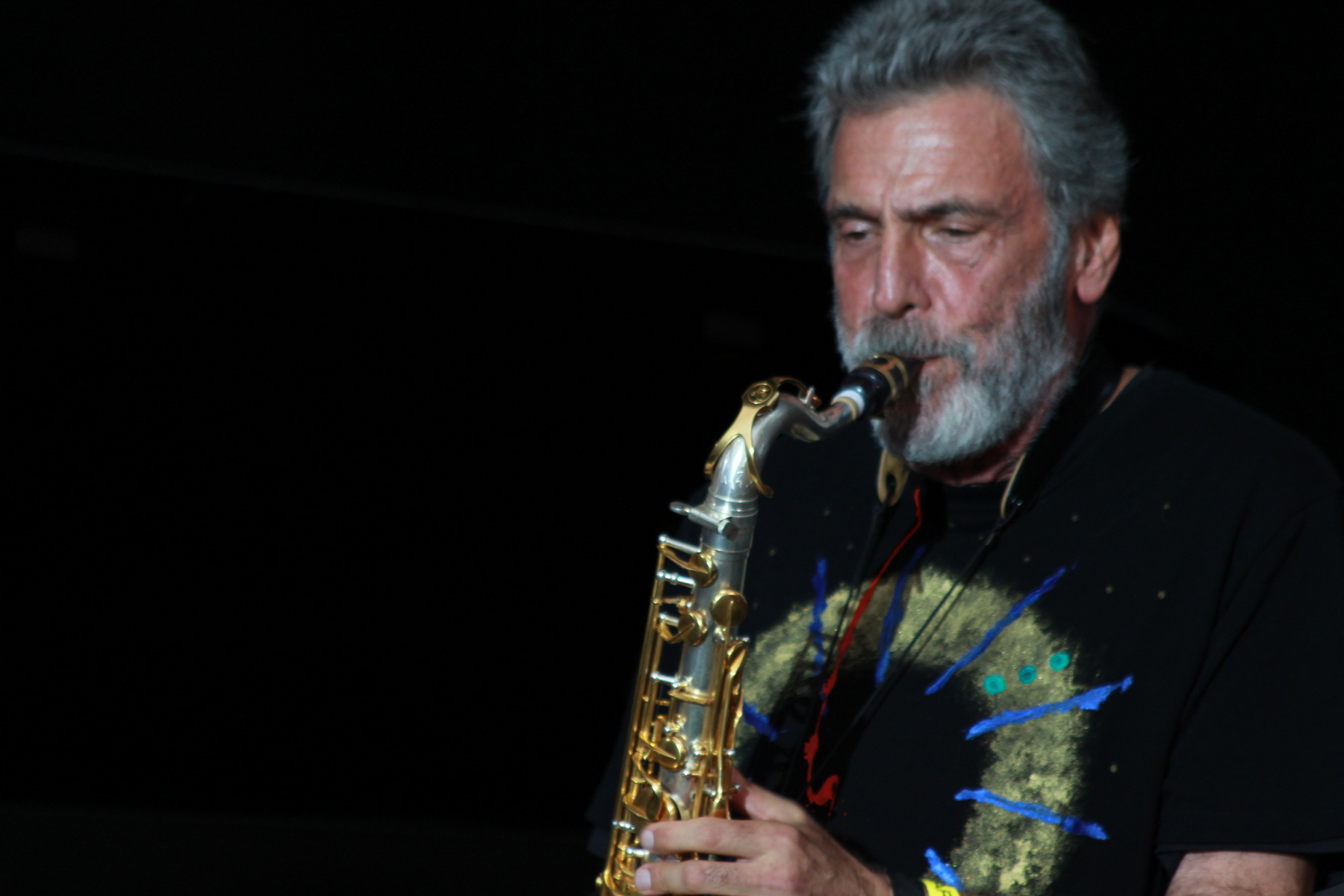
Eddie Daniels suona anche il sassofono.

- Brief Encounter (Muse, 2006)

### Come turnista
Con George Benson e Joe Farrell
- Benson & Farrell (CTI, 1976)

Con Richard Davis
- Muses for Richard Davis (MPS, 1969)

Con Johnny Hammond
- Higher Ground (Kudu, 1973)

Con Yusef Lateef
- 10 Years Hence (Atlantic, 1974)

Con Airto Moreira
- Virgin Land (Salvation, 1974)

Con Don Patterson
- The Return of Don Patterson (Muse, 1972)